# Ван Мен (ковзанярка)
Ван Мен (кит.: 王濛; піньїнь: Wáng Méng; 10 квітня 1985) — китайська ковзанярка, спеціаліст із шорт-треку, чотириразова олімпійська чемпіонка. Крім чотирьох золотих олімпійських медалей, здобутих в Турині та Ванкувері, Ван Мен здобула на туринській Олімпіаді одну срібну і одну бронзову медаль. На її рахунку також 14 золотих медалей чемпіонатів світу. Їй належить світовий та олімпійський рекорд на дистанції 500 м та рекорд у складі естафети.